# Fiammetta Frescobaldi
Fiammetta Frescobaldi (Firenze, 17 gennaio 1523 – 1586) è stata una scrittrice e religiosa italiana.

## Biografia
Fiammetta era nata a Firenze da una ricca famiglia di mercanti, una dei sei figli di Lamberto Frescobaldi e Francesca Morelli. Fu battezzata con il nome di Brigida. Seguendo probabilmente le consuetudini del tempo che imponevano la vita religiosa ai figli cadetti delle famiglie agiate per preservare il patrimonio di famiglia, entrò nel convento Domenicano di San Jacopo di Ripoli a Firenze il 2 novembre 1534. Professò i suoi voti nel luglio del 1537 prendendo il nome di suor Fiammetta. Nel frattempo aveva rinunciato alla sua eredità in favore della sorella.
A venticinque anni una grave malattia la colpì alla gambe, rendendola incapace di camminare. Da quel momento, per rendersi utile alla causa del convento, si dedicò alla scrittura e alla traduzione. 
I documenti del convento ricostruiscono che fu autodidatta ed aveva un'ottima calligrafia. Ottenne i libri per sé stessa e per il convento da parenti e amici; tradusse molti di quei libri, e dai restanti prese spunto per la compilazione della libreria del convento. I suoi lavori includono le cronache dell'ordine Domenicano dalla nascita di Domenico di Guzmán nel 1170 al 1579, e un diario nel quale documentò la vita nel proprio convento dal 1575 fino ad alcuni giorni prima della sua morte, nel 1586. 
Tradusse e compilò lavori di una vasta varietà di soggetti, storie (scrisse una versione ridotta della storia Italiana di Guicciardini, andata perduta), vite di santi e descrizioni geografiche; due di queste del genere "selva" (Selva di cose diverse e Prato fiorito) contengono nozioni di storia antica, geografia, costumi di vari popoli, descrizioni di opere d'arte e architettoniche, e in una di queste c'è una breve grammatica spagnola con frasi sull'uso dei nomi. 
Nessuno dei suoi lavori fu pubblicato ma la maggior parte di essi sono sopravvissuti in fragili manoscritti. È menzionata in uno dei primi lavori di erudizione, ma primariamente come traduttrice, anche se le sue traduzioni sono compilazioni di tante fonti e molto diverse da ognuno di quelle. 
Fu studiata la prima volta da Giovanna Pierattini, che ha pubblicato articoli su di lei tra il 1939 ed il 1941 in Memorie Domenicane.

## Opere
- Cose prodigiose e calamitose del mondo cominciando dal Diluvio infino ai tempi nostri
- Compendio della storia di M. Francesco Guicciardini
- Cronaca del sacro ordine di San Domenico
- Diario dall'anno 1575 fino all'anno 1586 e varie memorie
- Mutazione della chiesa patriarcale di Venezia
- Prato fiorito
- Selva di cose diverse
- La Sfera dell'universo
- Storia generale delle Indie Occidentali
- Storia generale delle Indie Orientali
- La Storia dei re di Persia
- Vite di X beati
- Vite di XVII santi monachi europei
- Vite di XXIX santi quasi tutti vescovi